# 陳日君
陳日君樞機（1932年1月13日—），為天主教司鐸級樞機及慈幼會會士。香港教區榮休主教。
生於中華民國上海市。1961年晉鐸，天主教香港教區第六任正權主教；2006年被擢陞為司鐸級樞機，是香港教區第二位獲此榮銜者。2022年5月11日，因涉「612人道支援基金」，被香港警察国安处拘捕。

## 簡歷
1932年生於中華民國上海市，父母為第一代天主教徒。12歲進入慈幼會備修院。1948年陳日君在逃港潮到了英屬香港。他到了香港華南總修院，隨後往意大利都靈慈幼大學學習。1961年獲神學及哲學碩士學位，同年2月11日於其修會發源地意大利都靈晉鐸。及後於1964年獲意大利羅馬慈幼大學哲學博士學位。
1976年至1978年間於澳門慈幼中學擔任校長；1977至1983擔任慈幼會中華省會長；1986年至1989年間在香港仔工業學校任職院長；1996年10月20日獲任命為天主教香港教區助理主教，同年12月8日正式由時任香港教區主教胡振中樞機祝聖為主教。2002年9月23日，胡振中樞機離世後接任香港教區主教的職務。
2006年2月22日，教宗本篤十六世宣布將陳日君擢升為樞機；3月24日舉行了擢升冊封儀式，陳日君領托爾貝拉馬拉科的瑪利亞贖世主之母堂區司鐸銜。

### 退休

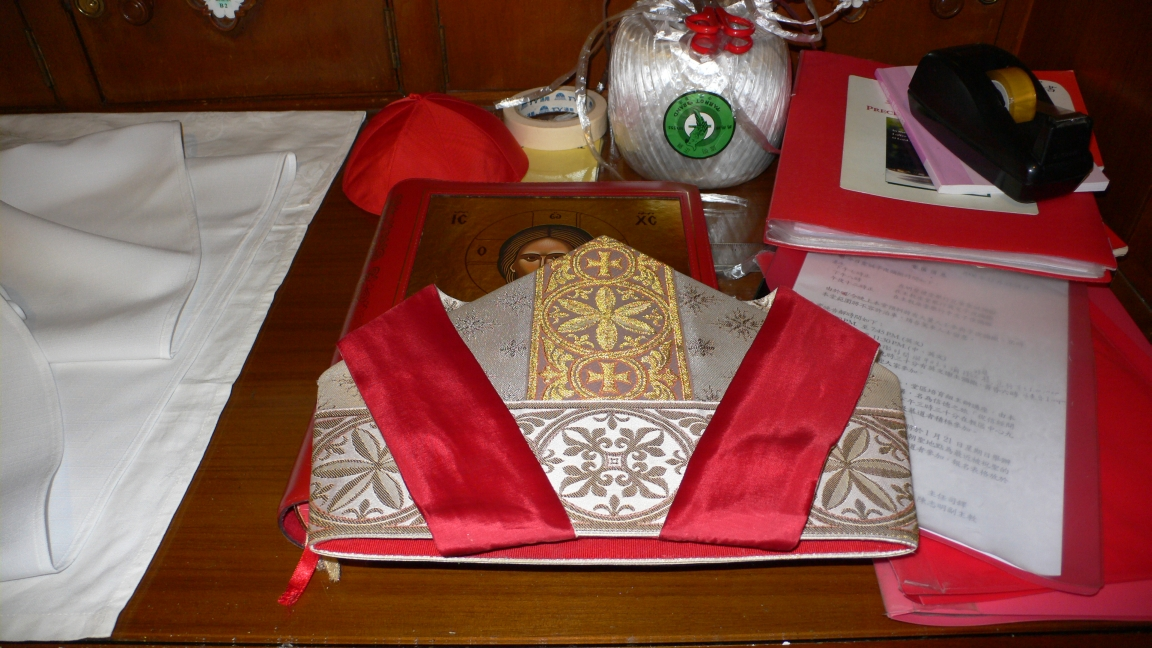
陳日君樞機的主教帽

2005年9月19日，《蘋果日報》在頭版報導陳日君主教打算在2007年1月退休。 他又說，希望可以到中國大陸或非洲教書，因為非洲的教師短缺。同為天主教徒的李柱銘指出，陳日君仍身壯力健，教宗可能會挽留他。但是，教會內與陳意見相左的派別則認為陳日君退休有助改善中梵關係。根據報道指陳日君在當時退休的機會相當低，原因主要有兩個：首先教宗本篤十六世已任命陳日君成為一個主教會議委員會的成員；此外，陳日君已經晉升為樞機。樞機為一終生職銜。按照《天主教法典》第401條規定，年滿75歲的教區主教須向教宗呈辭，而是否予以「挽留」，則由教宗按具體情況決定。
2008年10月，陳日君在第12屆世界主教會議期間第三度向教宗作出呈辭的申請；同年平安夜當日接受香港電台訪問時，陳日君表示已經獲得教宗本篤十六世的批准，並在2009年4月15日得教廷宣布退休後即時生效，助理主教湯漢自動接任了天主教香港教區主教一職。
2009年4月15日，教廷宣布天主教香港教區主教陳日君樞機以退休為由辭呈，已獲教宗本篤十六世接納，即時生效。湯漢於2009年4月16日起接任為天主教香港教區第七任主教。
2013年1月17日，慶祝中華民國與聖座建交70週年，陳日君樞機赴位於台灣的天主教輔仁大學演講、訪問。

### 涉国安罪行被捕和判罚
2022年5月11日，警方國安處以涉嫌「勾結外國勢力罪」逮捕了包括陳日君、吳靄儀、何秀蘭及何韻詩在內的612人道支援基金四名信託人，另一名信託人許寶強也在前一天被捕，這是陳日君首次因涉嫌違反香港國安法被捕。天主教香港教區隨後發表聲明，表示極度關注陳日君的情況及安全，將熱切地祈禱，同時促請香港警方和司法機關能以合乎情理及公義的原則處理事件。聖座新聞室主任馬蒂奧·布魯尼在回答記者提問時表示「聖座獲悉陳樞機被捕的消息」，「正極度關注事態發展」。
2022年11月25日，五名信託人及秘書被西九龍裁判法院裁定犯「沒有在指明時限內申請註冊或豁免註冊社團」罪，五名信託人陳日君、吳靄儀、許寶強、何秀蘭及何韻詩各罰款4000元，秘書施城威罰款2500元。

### 参与本篤十六世喪禮
2023年1月3日，陈日君获准取回特区护照于4~8日参与本笃十六世丧礼，回港后归还护照。

### 参与方濟各喪禮
2025年4月23日，在教宗方济各逝世後，陳日君再度獲港府批准暫時取回特區護照，以便他參與在同月26日舉行的喪禮，以及在教宗選舉前舉行的樞機全體會議。他在會上他表示教會正處於混亂和分歧的關鍵時刻，並指「改革總是需要的，因為我們是罪人」。在羅馬停留10天後，陳日君返回香港並交還護照。

## 社會事務的參與

### 政治立場
陳日君在政治立場上堅定支持香港民主運動，並強烈反對中共干預教會的傳教活動及宗教自由。
據維基解密透露，美國駐港總領事於2009年12月向美國上報的電文中，提到陳日君，並稱其為「泛民五老」之一。其餘四老分別為李柱銘、陳方安生、壹傳媒集團主席黎智英和李鵬飛。     

#### 堅持宗教自由及反對中共干預宗教事務

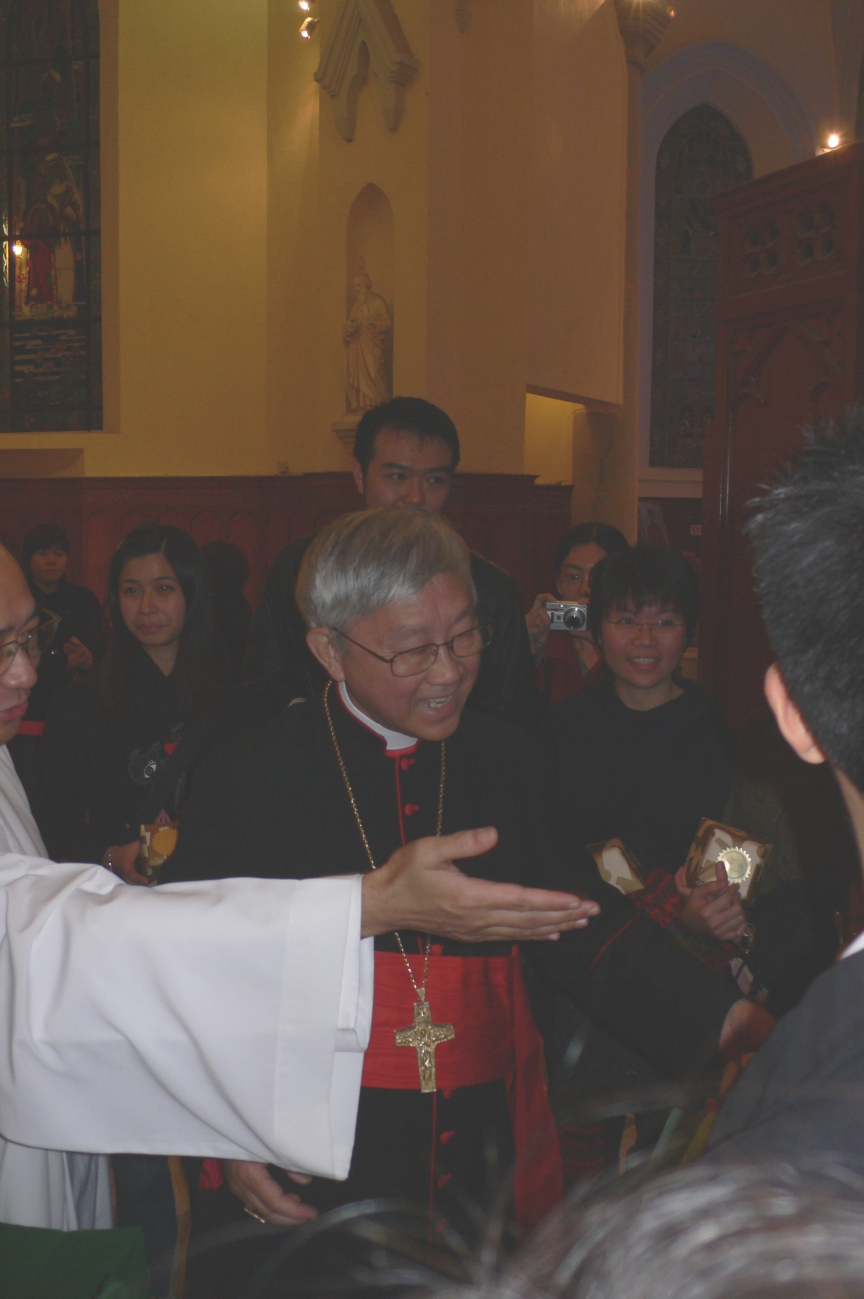
陳日君樞機於2006年的平安夜子夜彌撒後向前來參觀的大陸學生致送禮物

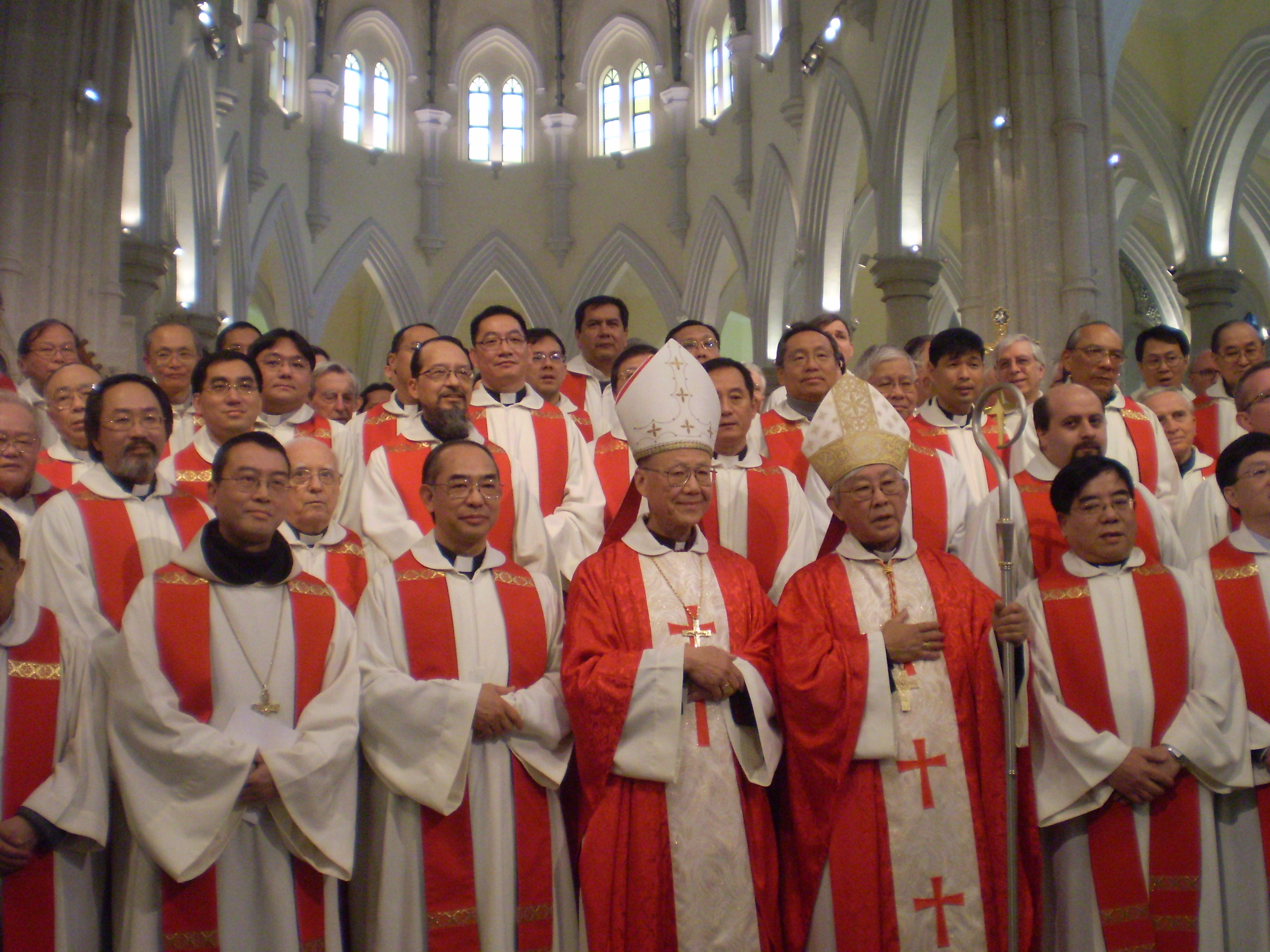
陳日君樞機及湯漢主教與香港教區一眾聖職人員

2000年發生的宣聖事件與中華人民共和國關係僵化。當時，梵蒂岡教廷於10月1日冊封曾在中華人民共和國殉道的120位中、外傳教士為聖徒，中華人民共和國外交部則嚴厲抨擊教廷此舉是對中華人民共和國宗教主權公然挑釁，是以殖民主義和帝國主義侵略中國。 身為助理主教的陳日君主動投稿《明報》論壇版，痛批中國共產黨干預香港宗教事務、逼害大陸神職人員。
陳日君於2008年11月接受天亚社采访，评论聖座國務卿達濟斯·貝爾托內樞機於2008年4月23日向九十位教廷認可的中國大陸主教發信。貝爾托內樞機的信函指出，教宗邀請中國大陸全體主教“勇敢地履行你的牧職”，展示教會的公教性，並通過與政府當局展開直接和相互尊重的對話，取得“更加廣泛的自由空間”。
他也促請主教們“聯合起來”，要求中共當局承認他們“真正自由地聚集在一起、真正自由地探討問題的權利”，並確保“主教的祝聖只能在宗座批准後再進行”。陳日君指出教廷有必要鼓勵中國大陸主教捍衛教會教義，即教宗本篤十六世於2007年6月《致中國天主教徒牧函》中提到的教會原則。主教們現在應表現出與他們的牧職相稱的行為。主教們需具有「英雄似的勇氣」，因為教會的未來有賴他們。陳日君鼓勵中國大陸主教仿效首位基督徒殉道者聖斯德望，指出表明立場不會令他們「失落一切」。
2014年10月，義大利雜誌報導陳日君建議教宗方濟各：「目前不要訪問中國大陸，因為會被操弄，只能見到『愛國』的主教，而不是那些追隨教廷的信徒。」陳日君說，「中國沒有公民自由，因此也沒有宗教自由，可憐的主教受到奴隸般的對待。」
2018年10月，陳日君在《紐約時報》撰文，批評梵蒂岡與中國政府簽署臨時秘密協議，更比喻教宗方濟各屈膝在中共領導人習近平跟前。

#### 支持港人爭取真普選
陳日君樞機於2014年10月表示：教宗方濟各在梵蒂岡大禮彌撒會見他時主動引用手無寸鐵少年投石打倒全身盔甲手持利器巨怪的聖經故事，形容香港人向中國爭取真普選之讓愛與和平佔領中環和雨傘革命就如同達味挑戰歌利亞。教宗笑著說：「啊！啊！這就是用『投石器』去打仗的那位。」陳日君則回應：「我來自香港的『戰場』，你大概也知道吧！請為我們祈禱，不要讓暴力發生。」，然後再親他的手。陳日君相信教宗鼓勵他「不要害怕，天主在達味身邊。」達味象徵著香港學生，教宗的鼓勵是指天主會助佑達味戰勝巨人。

### 社會運動

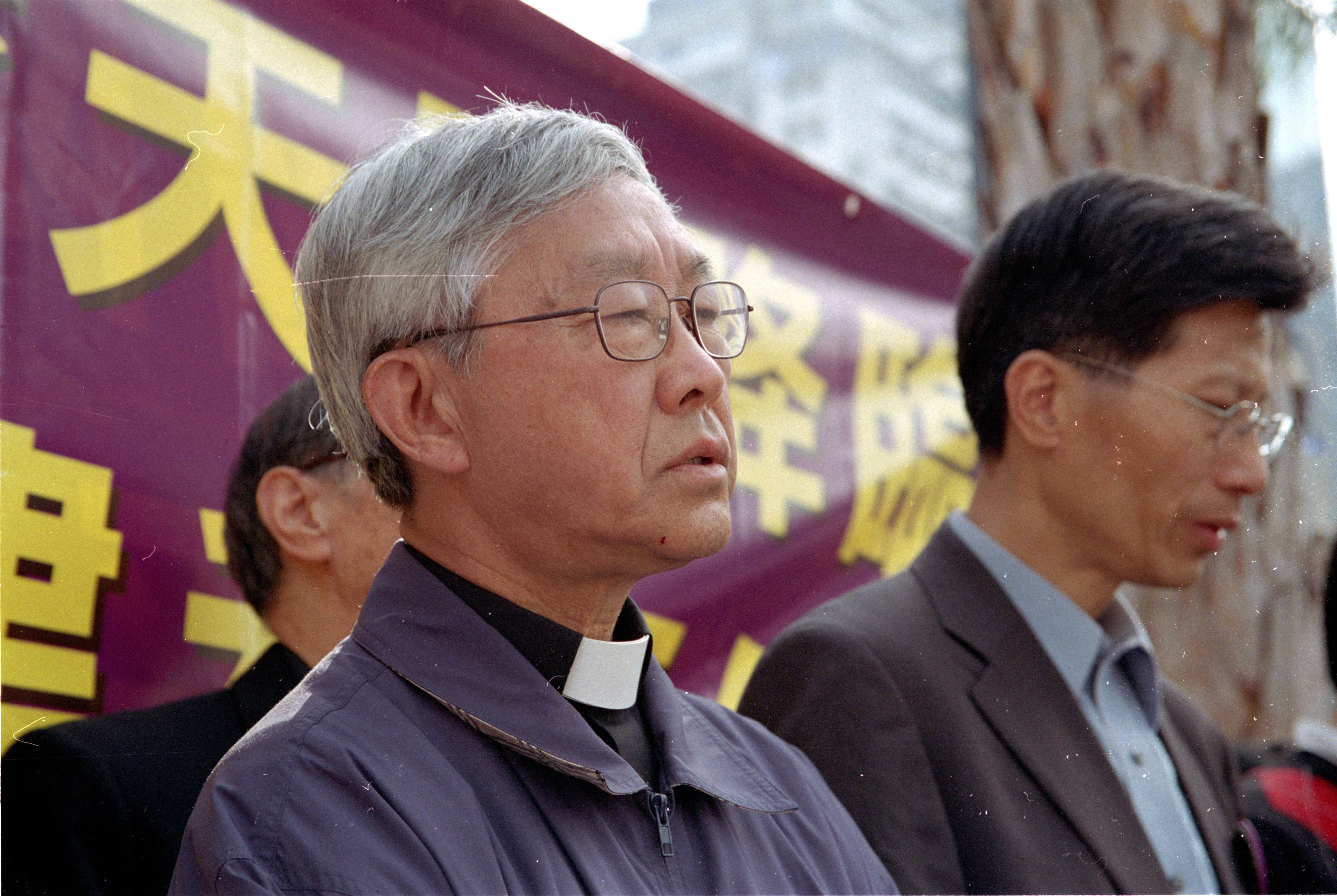
時為主教的陳日君（圖左）在反對基本法23條集會上帶領會友祈禱

在接任去世的胡振中樞機出任天主教香港教區主教後不久，便展開了反對《基本法》第二十三條立法的運動，他認為香港特區政府不使用白紙草案是愚弄市民。2003年7月1日陳日君為「七一遊行」祈禱，表示在《基本法》第二十三條行將立法的時刻，教友為了「對得住自己的良心，對得住下一代」，不得不用腳步來表示自己的立場。陳日君與教友進行分享時形容，「惡法威脅香港人的自由」，他呼籲人們「不要甘心做強權的奴隸」。他又多次強調自己反對暴力，而教徒心中也沒有仇恨，更祝福在場維持秩序的警務人員。
在2004年6月3日即六四事件15週年前夕，香港教區舉辦了一個名為「民主中國」的活動。陳日君說，香港正受到一個「沒有流血的六四鎮壓」，沒有槍和坦克車，但有頑固的保守派，誣陷民主派支持香港獨立，以釋法阻止香港市民討論普選。2004年7月1日陳日君再次在維多利亞公園主持遊行前的祈禱會，但沒有參與遊行。
2005年11月7日陳日君與多個香港教會團體聯合召開記者會，抗議港府政制改革小組第5號報告書，欠缺對香港民主發展的方向、時間表、步驟和程式。陳日君又公開呼籲會友參加12月4日的「反對政改方案，爭取全面普選」遊行。 政改方案被否決後，陳日君遭政務司司長許仕仁點名批評。
2010年6月20日陳日君發表聲明，表示反對政府提出的「2012政改方案」，對民主黨提出的「區議會方案」亦有保留。他呼籲民主黨押後表決方案，指不應該在政改方案表決的最後一刻，轉為就另一樣還未弄清楚的東西，進行表決，他認為市民無機會就新方案發表意見，是對市民極度藐視。
2020年9月6日，因港府借疫情押後立法會選舉1年，有網民發起當日九龍區遊行，同時陳日君呼籲港人當日中午12時在所處的地方發聲1分鐘，表達重啟選舉訴求。

### 社會倫理
陳日君直言自己在社會倫理道德的問題上雖然與其他新教褔音派教會相對寬容，但仍然保守：「我相信教會所做的事都是正確的，我完全認同教會的立場。相反，我覺得法律有時未必是正確的。」
陳日君向記者解釋：「就像同性戀，未必是罪惡，但無論在醫學還是心理學的角度來看都是不正常的，沒有理由去鼓勵、甚至合法化；墮胎等同殺人，即使是避孕也要用自然的方法。」
2003年8月17日，同志組織「彩虹行動」的八位請願人士闖進主教座堂，擾亂正在進行中的主日彌撒，以抗議天主教會反對同性婚姻的立場。上述事件後，陳日君主教與一些同性戀組織的人士會晤，澄清教會立場，並重申教會並不歧視同性戀人士。

### 反對校本條例
2004年教統局在香港教育改革引入校本條例，新政策要求全港學校要在2009年前成立法團校董會，陳日君強烈反對，更控告政府，声称如果在與政府的訴訟中敗訴，教區會放棄部分學校主辦權。陳日君說：「講穿了，也就是政府要辦學團體權力下放給個別校董會，自己卻攬集大權，直接管制每間學校。」2006年1月初兩位教師自殺後，陳日君指事件和教育改革有關，促請政府停止教育改革。
2011年，對於教區司法覆核《校本條例》被香港終審法院駁回，陳日君為表達遺憾，進行了三天禁食抗議，期間他只曾領聖體及飲水。

### 世貿爭議
2005年12月在世貿示威期間，陳日君批評警方處理示威遊行的方式是「香港之恥」，引起各界批評。一班退休警一度擬到主教座堂抗議，陳日君於是在《公教報》讚揚前線警員，又指「香港之恥」是指警方高層。 此外有警察協會擬去信教宗投訴他在世貿會議期間對警方的批評，對此陳日君表示這是一種盲目支持高層的行為，反映社會的「向上奉承，向下欺負」風氣。並指出，這種做法「有點奉承意味」，並反問說：「只要受批評的是我的上司，我就一定要支持？」

### 其他争议

#### 訪問中國大陸被拒
1998年3月是陳日君以訪問性質到內地多個城市探訪當地教會。「九八年四、五月時，我在羅馬的主教會議上，批評中國沒有宗教自由，麻煩就來了。」自此，陳日君多次申請前往內地訪問及教學，均被拒絕。「我很氣憤，便寫信去罵中央，中央回信反罵我是梵蒂岡的聯絡人，不尊重中國政府，我便再寫信去罵他（中央宗教局）（原文如此），此後就再沒有信了。」
陳日君在1998年出任助理主教時公開支持教廷對被義和團所殺教士封聖後，被政府禁止訪問中國大陸長達六年，中國日報、新華社更多次發表對陳日君的批评。2004年5月3日，陳日君接受中國大陸“教會朋友”的邀請，訪問上海，以私人身份參觀訪問，結束六年來的對峙。

#### 拒認收取政治獻金
2011年10月18日外泄的一份文件顯示，黎智英於2005至2010年內，先後共捐款2,000萬港元給陳日君，天主教香港教區副主教陳志明於17日回應記者查詢時表明，陳日君並沒有代表教區收取黎智英捐款，「教區帳目沒有顯示有收黎智英的捐款」，至於陳日君本人是否有收取，陳志明表示不知情。陳日君10月19日承認曾收過黎智英巨額捐款，用於「不方便」動用教區經費的事情，捐款用途包括支援內地地下教會人士、捐助海外天災的人道救援、贊助小朋友旅行及參與聖誕聯歡、買商務客位機票到羅馬等地參加宗教會議等。他強調從沒花在自己享受上，指黎智英從來沒有告知及追問捐款用途，所以捐款與政治完全無關，對於往梵蒂岡時乘搭商務機位，他解釋這是因為「年紀大，真係需要休息」。

#### 教廷斥責陳日君混淆視聽
陳日君發表網誌撰文表示，教廷代表團要求中國兩個教區的合法主教讓位給官派主教一事，教宗事前可能並不知情，暗示教廷中人阻礙教宗得知中國教會真相。教廷新聞辦公室2018年1月30日發表聲明，不點名批評陳日君的言論混淆視聽，而且引起爭議，對此感到驚訝和遺憾，同時強調教宗方濟各對於中梵對話的進程完全掌握，教廷官員一向忠實地將所有消息呈報教宗，教宗也完全掌握內地教會情況。

## 評價

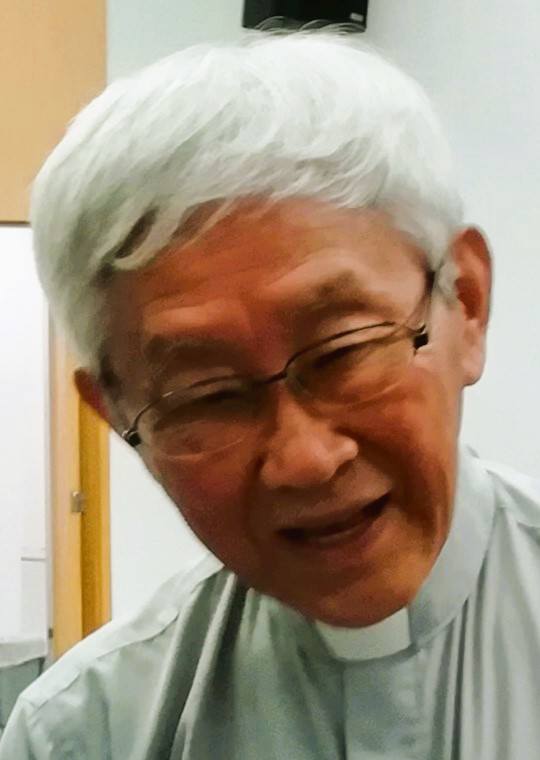
2018年6月28日，陳日君樞機於香港中文大學

2019年，美國共產主義受難者紀念基金會向陳日君樞機頒發「杜魯門─列根自由獎」，以表揚他為中國受迫害宗教人士發聲。
美國前國務卿邁克·蓬佩奧著书认为陳日君是真正的英雄。
2023年2月2日，黎智英、陳日君等六位港人獲諾貝爾和平獎提名。